# Kathleen Dawson
Kathleen Mary Dawson MBE (* 3. Oktober 1997 in Kirkcaldy) ist eine britische Schwimmerin. Sie wurde Olympiasiegerin in der Mixed-Lagenstaffel. Bei Europameisterschaften gewann sie bis 2024 vier Goldmedaillen und zwei Bronzemedaillen auf der 50-Meter-Bahn und eine Bronzemedaille auf der 25-Meter-Bahn.

## Karriere

### Die Jahre bis 2019 mit dem ersten Europameistertitel
Kathleen Dawson gewann bei den Junioreneuropameisterschaften 2013 die Silbermedaille sowohl über 50 Meter Rücken als auch über 100 Meter Rücken. 2014 nahm sie an den Commonwealth Games in Glasgow teil. Sie wurde Fünfte über 50 Meter Rücken, Zehnte über 100 Meter Rücken und Vierte mit der schottischen 4-mal-100-Meter-Lagenstaffel. Bei den Schwimmeuropameisterschaften 2016 in London belegte sie über 100 meter Rücken den dritten Platz hinter der Dänin Mie Østergaard Nielsen und der Ungarin Katinka Hosszú. Die britische 4-mal-100-Meter-Lagenstaffel mit Kathleen Dawson, Chloé Tutton, Siobhan-Marie O’Connor und Francesca Halsall gewann den Titel mit über zwei Sekunden Vorsprung vor den Italienerinnen. Bei den britischen Meisterschaften 2016 siegte Dawson auf allen drei Rückenstrecken.
2017 bei den Weltmeisterschaften in Budapest wurde Dawson Achte über 100 meter Rücken. Die britische Lagenstaffel mit Kathleen Dawson, Sarah Vasey, Charlotte Atkinson und Freya Anderson kam auf den siebten Platz. 2018 fanden die Commonwealth Games 2018 im australischen Gold Coast statt. Dawson wurde Sechste über 50 Meter und über 100 Meter Rücken und Fünfte mit der schottischen Lagenstaffel. Bei den Europameisterschaften 2018 in Glasgow trat Dawson nur im Vorlauf der Lagenstaffel an, die im Finale mit Georgia Davies auf der Rückenlage die Bronzemedaille erschwamm. Über 50 Meter und 100 Meter Rücken schied sie jeweils im Halbfinale aus.

### Die Jahre ab 2020 mit dem Olympiasieg
Wegen der COVID-19-Pandemie wurden die Schwimmeuropameisterschaften 2020 erst im Mai 2021 in Budapest ausgetragen. Über 50 Meter Rücken erkämpfte Dawson mit 0,1 Sekunden Rückstand auf die Niederländerin Kira Toussaint die Silbermedaille. Über 100 Meter Rücken siegte sie mit einer halben Sekunde Vorsprung vor der Italienerin Margherita Panziera. Die britische 4-mal-100-Meter-Mixed-Lagenstaffel mit Kathleen Dawson, Adam Peaty, James Guy und Anna Hopkin gewann den Titel in neuer Europarekordzeit von 3:38,82 Minuten. Auch die britische 4-mal-100-Meter-Lagenstaffel mit Kathleen Dawson, Molly Renshaw, Laura Stephens und Anna Hopkin gewann den Europameistertitel. Zwei Monate nach den Europameisterschaften wurden in Tokio die olympischen Schwimmwettbewerbe ausgetragen. Über 100 Meter Rücken wurde Dawson Sechste und war dabei beste Europäerin. Die britische 4-mal-100-Meter-Mixed-Lagenstaffel schwamm im Vorlauf in der Besetzung Kathleen Dawson, Adam Peaty, James Guy und Freya Anderson in 3:38,75 Minuten neuen Europarekord. Im Finale unterboten Dawson, Peaty, Guy und Hopkin den Weltrekord in 3:37,58 Minuten und erhielten zusammen mit Freya Anderson die erste olympische Goldmedaille in der Mixed-Lagenstaffel. Nach ihrem Olympiasieg wurde Kathleen Dawson in den Order of the British Empire aufgenommen.
Ende 2023 bei den Kurzbahneuropameisterschaften in Otopeni gewann die britische 4-mal-50-Meter-Lagenstaffel mit Kathleen Dawson, Imogen Clark, Keanna Macinnes und Anna Hopkin die Bronzemedaille hinter den Schwedinnen und den Italienerinnen. Für ihren Einsatz im Vorlauf erhielten auch Kara Aline Hanlon, Laura Stephens und Freya Anderson eine Medaille. Dawson wurde Achte über 50 Meter Rücken und Vierte über 100 Meter Rücken. Die 4-mal-50-Meter-Mixed-Lagenstaffel belegte den vierten Platz, hier war Dawson nur im Vorlauf dabei.
Im Februar 2024 bei den Weltmeisterschaften in Doha wurde Dawson Sechste über 100 Meter Rücken. Über 50 Meter Rücken schwamm sie im Halbfinale die 12. Zeit. Bei den Olympischen Spielen in Paris schied Dawson über 100 Meter Rücken als 18. der Vorläufe aus, lag damit aber einen Platz vor der zweiten Britin Medi Harris. Die britische Lagenstaffel mit Dawson, Angharad Evans, Keanna Macinnes und Freya Anderson belegte im Vorlauf den zehnten Platz. In der 4-mal-100-Meter-Mixed-Lagenstaffel erreichten Dawson, James Wilby, Joe Litchfield und Anna Hopkin das Finale mit der fünftbesten Vorlaufzeit. Im Endlauf schwammen Dawson, Wilby, Duncan Scott und Hopkin auf den siebten Platz. Sie waren dabei fast sieben Sekunden langsamer als beim Olympiasieg in Tokio.